# Atacama-sivatag
Az Atacama egy kavics- és homoksivatag Chile és Peru területén, az Andok és a Csendes-óceán között. Átlagos szélessége (kelet–nyugat) kevesebb mint 160 km, hossza 1000 km. A csendes-óceáni parti hegység az óceánhoz közel fekszik, átlagos magassága 800 m. A Domeyko Kordillera, az Andok előhegysége keleten terül el.

## Földrajza
Az Atacama gyéren lakott hely. A Pánamerikai főútvonal áthalad a sivatagon, melynek közepén, 2000 m magasságban egy oázisban van a San Pedro de Atacama nevű falu. Ennek templomát 1577-ben építették a spanyolok. Archeológiai bizonyítékok szerint San Pedro környéke egy paleolitikus civilizáció központja volt, amely kőerődítményeket épített a völgyet körülvevő hegyekben. Az Escondida Bánya és a Chuquicamata ugyancsak az Atacama-sivatagban található. Az Atacama gazdag réz- és ásványi tartalékokkal rendelkezik. Az Atacama határvita Bolívia és Chile között ezek miatt kezdődött az 1800-as években.
Az Atacama-sivatag az egyik legszárazabb hely a Földön (kivéve valószínűleg a McMurdo-szárazvölgyeket az Antarktiszon). A nedvességtől az egyik felén az Andok, a másik felén a parti hegység védi. Az átlagos csapadékmennyiség Antofagastánál – chilei régió, amely az Atacama része – 3 mm/év, és voltak olyan időszakok, amikor itt 40 évig egyáltalán nem esett eső. Az Atacama 15 millió éves, és 50-szer szárazabb, mint a kaliforniai Halál-völgy. Annyira száraz, hogy a 6800 m-re is felemelkedő hegyek teljesen gleccsermentesek.
Az Atacama a déli szélesség 25. fokától északra nagyon száraz, és kevés csapadékot kap. A sivatagban viszont sok helyre tengeri köd kerül, amely elég nedvességet biztosít bizonyos növények (moszatok, zuzmók és néha kaktuszok) megélhetéséhez. Az Antofagastától délre fekvő részen a parti hegység megakadályozza a tengeri köd benyomulását. Az Atacama legszárazabb része a parti hegység és a Domeyko Kordillera között van. Itt az Andok akadályozza a keletről érkező nedvességet, a parti hegység a tengeri ködöt, a Domeyko Kordillera pedig az Andokból érkező csapadékot. Az itteni talaj hasonlít a Mars talajához.
2003-ban egy kutatócsoport közzétett egy jelentést a Science folyóiratban, amelynek címe: Mars-like Soils in the Atacama Desert, Chile, and the Dry Limit of Microbial Life (Marsszerű talaj a chilei Atacama-sivatagban, és a mikrobiális élet szárazságküszöbe). Ebben megismételték azokat a kísérleteket, amelyeket a Viking–1 és a Viking–2 űrszonda a Marson végzett élet felderítésére, és képtelenek voltak bármilyen jelet felfedezni az Atacama talajában. A régió ilyen szempontból egyedülálló a Földön, ezért a NASA itt gyakran teszteli a jövőbeli marsszondák műszereit.

## Csillagvizsgálók a sivatagban
Az Atacama-sivatag, elsősorban rendkívül alacsony nedvességtartalmú levegője miatt, kiválóan alkalmas az infravörös és a látható fény tartományában végzett csillagászati megfigyelésekre. Az Európai Déli Obszervatórium (ESO) két nagy csillagászati obszervatóriumot üzemeltet az Atacama-sivatagban: a La Silla Obszervatóriumot és a Paranal Obszervatóriumot, amely magába foglalja többek között a VLT, az ALMA, valamint a VISTA távcsövet is.

## Médiaszereplés
Részben az Atacama-sivatag területén forgatták 2008-ban A Quantum csendje című James Bond filmet.

## Képek

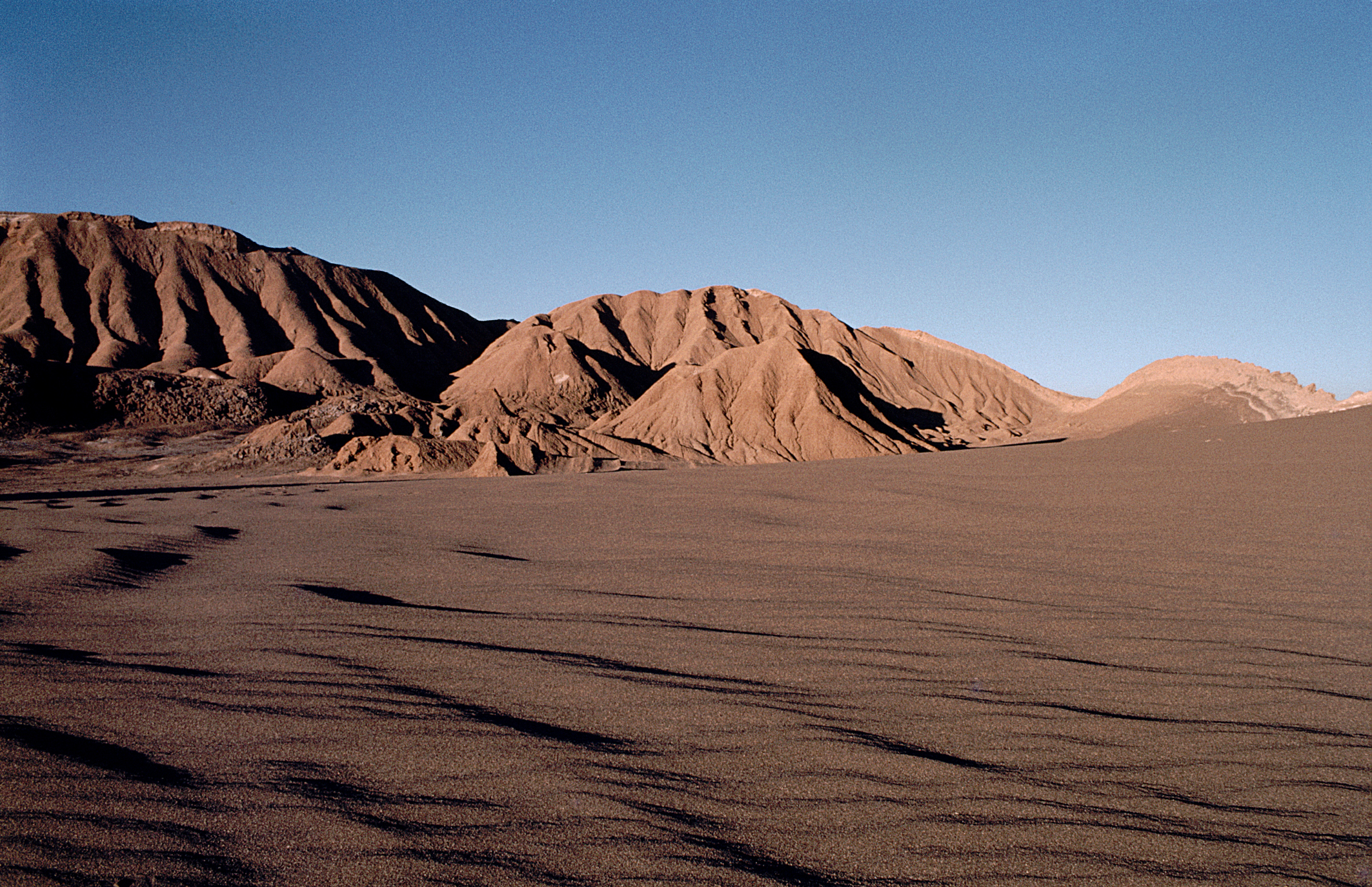
Valle de la Luna, Chile
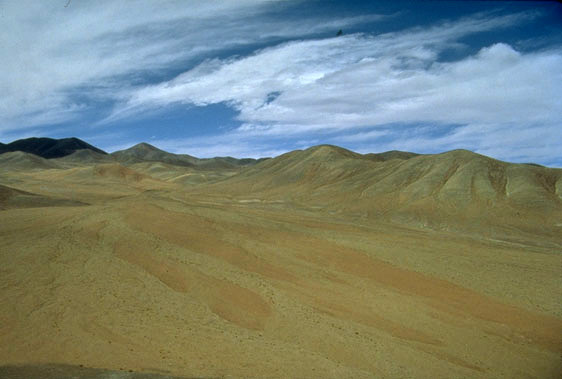
Atacama-sivatag, Chile
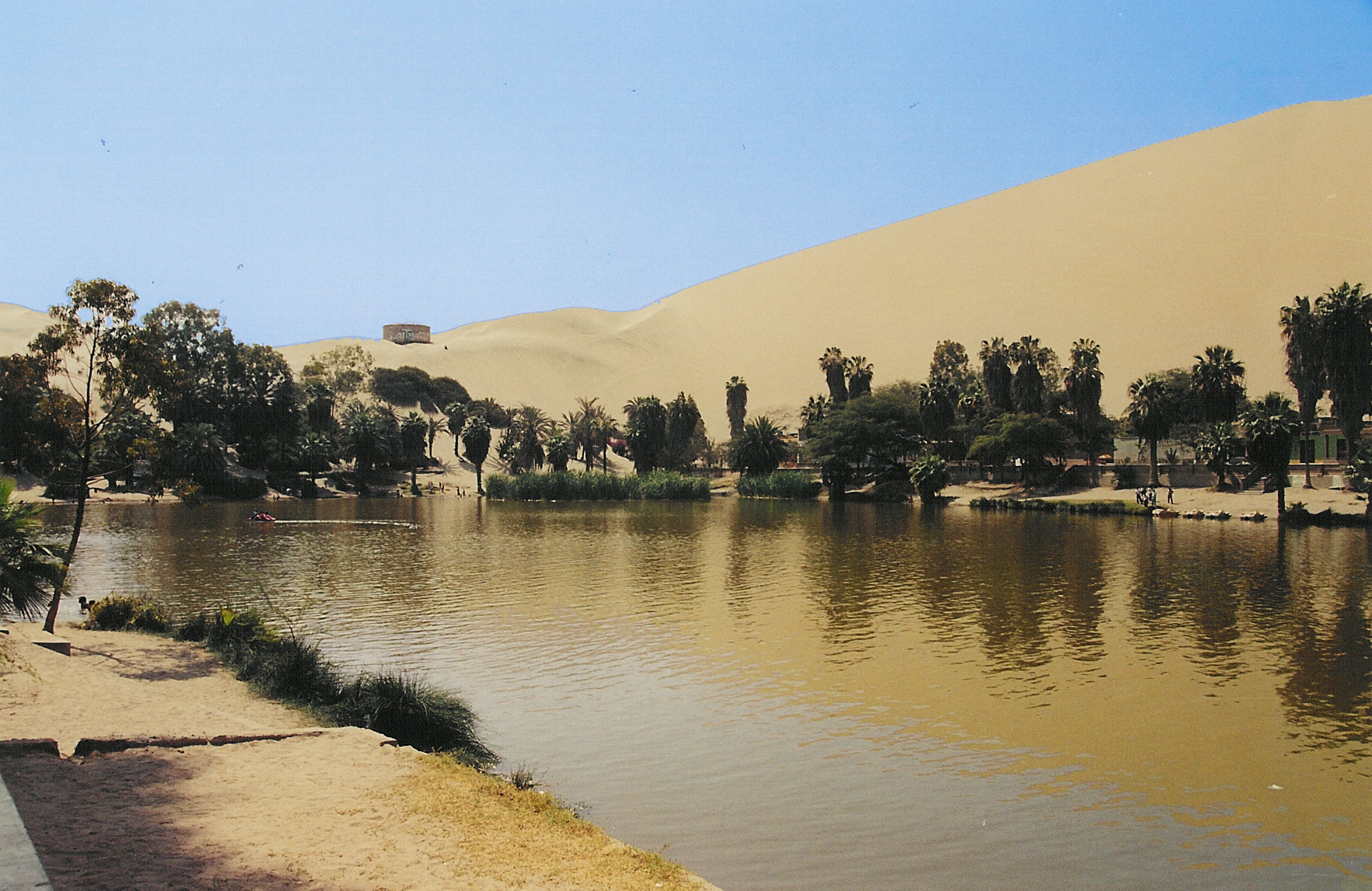
Oázis (Huacachina, Ica megye, Peru)
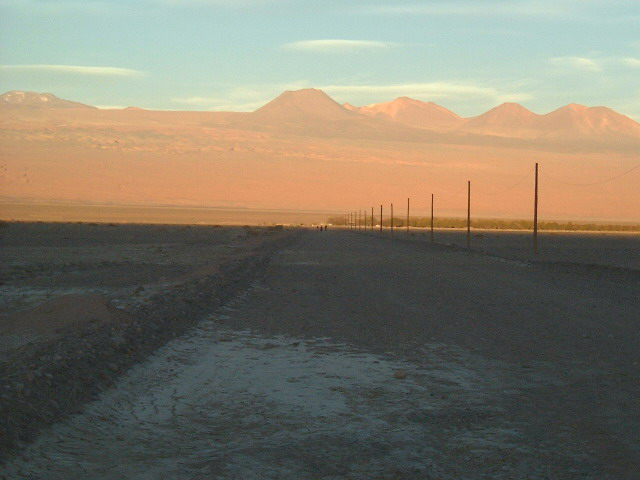
Út a sivatagban
A Catedrales de Tara sziklaképződmény panorámája (Tara-sósivatag, Atacama-sivatag, Chile)
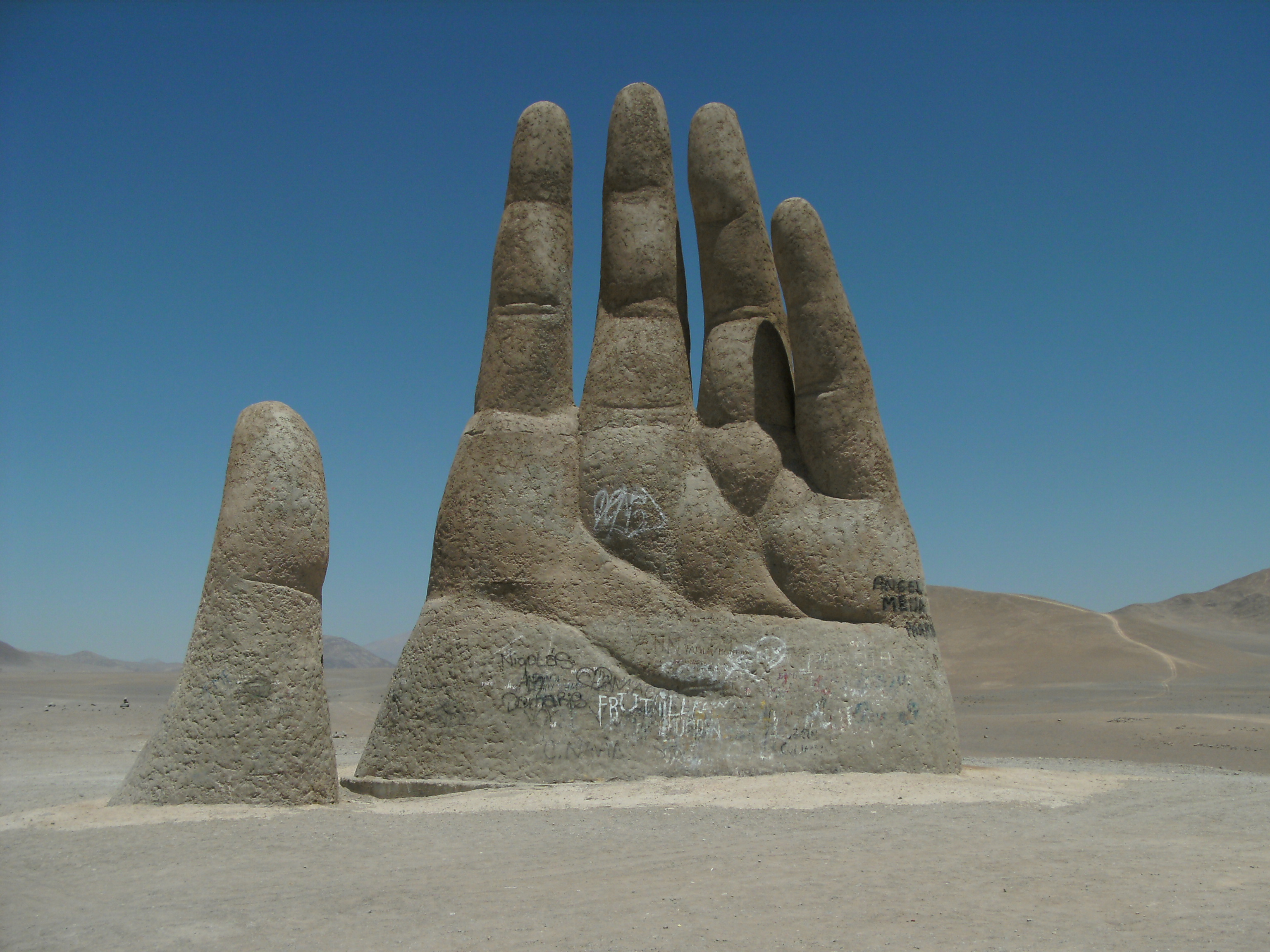
A sivatag keze című szobor Chilében